# Джонатан Стрейндж та містер Норрелл (телесеріал)
«Джонатан Стрейндж та містер Норрелл» (англ. Jonathan Strange & Mr Norrell) — британський історичний фентезійний мінісеріал компанії BBC, оснований на однойменному романі Сюзанни Кларк. Адаптацією займався Пітер Харнесс. Транслювався на телеканалі BBC One з 17 травня до 28 червня 2015 року. Був номінований у чотирьох категоріях премії BAFTA та був відзначений Британським інститутом кінематографії з-поміж десяти найбільш важливих телевізійних програм 2015 року.

## Сюжет
Дія серіалу відбувається під час Наполеонівських війн на початку XIX століття та є альтернативною історією, у якій магія широко відома, але рідко практикується.
Мешканець сільської місцевості на півночі Англії, містер Гільберт Норрел (Едді Марсан) з абатства Хартф'ю змушує статуї на Йоркському соборі рухатись та розмовляти. Його слуга Джон Чілдермас (Ензо Кіленті) переконує його поїхати до Лондону, аби допомогти країні у війні проти Франції. Там містер Норрел знайомиться з провідним членом уряду і поширює повагу до магії у королівстві, коли призиває ельфа — «Джентльмена з волоссям, як пух» (Марк Воррен), щоб повернути до життя дружину міністра (Еліс Енглерт).
Тим часом Джонатан Стрейндж (Берті Карвел) зустрічає вуличного чародія Вінкулюса (Пол Кай), коли намагається знайти собі респектабельну професію, як того вимагає його кохана Арабелла (Шарлотта Райлі). Вінкулюс каже Стрейнджу, що йому судилося стати видатним чарівником, тому Стрейндж починає вивчати магію.

## У ролях
| Актор              | Роль              |
| ------------------ | ----------------- |
| Берті Карвел       | Джонатан Стрейндж |
| Едді Марсан        | Гільберт Норрелл  |
| Марк Воррен        | Джентльмен        |
| Шарлотта Райлі     | Арабелла Стрейндж |
| Еліс Енглерт       | Леді Емма Поул    |
| Семюель Вест       | сер Волтер Поул   |
| Ензо Кіленті       | Джон Чілдермас    |
| Пол Кай            | Вінкулюс          |
| Едвард Хогг        | Джон Сегундус     |
| Арійон Бакаре      | Стівен Блек       |
| Вінсент Франклін   | Крістофер Дролайт |
| Джон Хеффернан     | Генрі Ласселз     |
| Брайан Петтіфер    | містер Ханіфут    |
| Роббі О'Нілл       | Лукас             |
| Річард Дюрден      | лорд Ліверпул     |
| Фредді Хоган       | Дейві             |
| Клаудія Джессі     | Мері              |
| Ронан Вілберт      | лорд Веллінгтон   |
| Стів Джексон       | Джеремі Джонс     |
| Джеймі Паркер      | Грант             |
| Фібі Ніколз        | місіс Уїнтертаун  |
| Клайв Мантль       | доктор Грейстіл   |
| Люсінда Дружек     | Флора Грейстіл    |
| Ніалл Грейг Фалтон | Король-ворон      |

## Епізоди
| № | Назва українською мовою               | Назва мовою оригіналу         | Режисер    | Сценарист     | Дата виходу в ефір | Глядачі Великої Британії (мільйони) |
| --- | ------------------------------------- | ----------------------------- | ---------- | ------------- | ------------------ | ----------------------------------- |
| 1 | «Друзі англійської магії»             | The Friends of English Magic  | Тобі Гейнс | Пітер Харнесс | 17 травня 2015     | 4.50                                |
| Містер Норрелл приїздить до Лондону, щоб повернути популярність англійській магії. Він укладає угоду з таємничим «Джентльменом з волоссям, як пух» та завдяки цьому повертає до життя померлу наречену сера Волтера Поула Емму Уїнтертаун. Тим часом харизматичному молодому Джонатану Стрейнджу кажуть, що йому судилося стати чарівником. |                                       |                               |            |               |                    |                                     |
| 2 | «Як здоров'я леді Поул?»              | How Is Lady Pole?             | Тобі Гейнс | Пітер Харнесс | 24 травня 2015     | 2.60                                |
| Містер Норрелл дізнається, що щось не так з леді Поул, і скоро здогадується, що за цим стоїть Джентльмен. Слуга сера Волтера та леді Поул зачаровані Джентльменом, який забирає їх кожної ночі. Тим часом Джонатан Стрейндж вражає нещодавно прославленого містера Норрелла та стає його учнем. |                                       |                               |            |               |                    |                                     |
| 3 | «Навчання чарівника»                  | The Education of a Magician   | Тобі Гейнс | Пітер Харнесс | 31 травня 2015     | 2.20                                |
| Змушений піти на військову службу на війні проти Франції, Джонатан Стрейндж отримує запрошення від герцога Віллінгтона приїхати до Лісабона. Скоро він стає корисним, але торкається стародавньої та темної магії. Тим часом леді Поул відчайдушно намагається пояснити Арабеллі своє та Стівена тяжке становище, але вона зачарована проти цього. |                                       |                               |            |               |                    |                                     |
| 4 | «Усі дзеркала світу»                  | All the Mirrors of the World  | Тобі Гейнс | Пітер Харнесс | 7 червня 2015      | 1.78                                |
| Леді Поул намагається вбити містера Норрелла, але їй це не вдається і її відправляють на лікування до Сегундуса та Ханіфута. Стрейндж відкриває, що за дзеркалами існує інший світ, і через непримиренні розбіжності у поглядах на магію Стрейндж та Норрелл розходяться. Тим часом Сегундус починає підозрювати, що безумство леді Поул пов'язано з якимось закляттям. |                                       |                               |            |               |                    |                                     |
| 5 | «Арабелла»                            | Arabella                      | Тобі Гейнс | Пітер Харнесс | 14 червня 2015     | 1.80                                |
| Джентльмен обманом забирає Арабеллу до свого королівства, де вона змушена танцювати на його балах у маєтку «Втрачена надія». Стрейндж обдурений її заміною, створеною за допомогою темної магії, яка помирає, залишаючи Стрейнджа безутішним. Містер Норрелл намагається скасувати вихід книги Стрейнджа про магію. Тим часом Сегундус та Ханіфут намагаються розшифрувати маячню леді Поул за допомогою збірки старих казок про ельфів.                                                            |                                       |                               |            |               |                    |                                     |
| 6 | «Чорна вежа»                          | The Black Tower               | Тобі Гейнс | Пітер Харнесс | 21 червня 2015     | 1.60                                |
| Містер Норрелл таємно використовує магію, яка змушує зникнути усі екземпляри книги Стрейнджа, англійці обурені цим вчинком. Тим часом Стрейндж живе в ізоляції у Венеції та шукає безумства, завдяки якому він нарешті успішно призиває Джентльмена. Слідуючи за ним до «Втраченої надії», Стрейндж дізнається, що Арабелла, леді Поул та Стівен зачаровані ельфом, але Джентльмен використовує всю свою силу, аби викинути Стрейнджа зі свого королівства, та накладає на нього прокляття темряви. |                                       |                               |            |               |                    |                                     |
| 7 | «Джонатан Стрейндж та містер Норрелл» | Jonathan Strange & Mr Norrell | Тобі Гейнс | Пітер Харнесс | 28 червня 2015     | 1.70                                |
| Стрейндж повертається до Англії разом із чорною вежею, де знаходить містера Норрелла, який ховається у власній бібліотеці. Стрейндж прохає Норрелла допомогти призвати Короля-ворона, Норрелл перемагає свій страх та погоджується. Пророцтво виконується, Англія знову наповнюється магією, Арабелла повертається. Джонатан Стрейндж та містер Норрелл залишаються у світі ельфів. |                                       |                               |            |               |                    |                                     |

## Виробництво
30 листопада 2012 року компанія BBC оголосила, що буде знімати екранізацію роману «Джонатан Стрейндж та містер Норрелл», яка буде транслюватися на телеканалі BBC One. Виробництво офіційно отримало зелене світло у квітні 2013 року та буде мати форму семигодинного мінісеріалу, який вийде у 2014 році.
Адаптацію виконав Пітер Харнесс, у якості режисера виступив Тобі Гейнс. Продюсером став Нік Хіршкорн, виконавчими продюсерами — Нік Марстон, Таллі Гарнер, Діксі Ліндер, Джастін Томсон-Гловер, Патрік Ірвін і Меттью Рід.
У жовтні 2013 року компанія BBC оголосила, що Карвел та Марсан зіграють головні ролі, а Воррен зіграє Джентльмена, Райлі — Арабеллу, Вест та Енглерт — сера Волтера та леді Поул, Кіленті — Чілдермаса, а Кай — Вінкулюса. Перше читання сценарію відбулося 23 жовтня 2013 року. Зйомки почалися 28 жовтня 2013 року у Йоркширі, Канаді та Хорватії. Автор роману-основи Сюзанна Кларк відвідала місце зйомок у листопаді 2013 року.

## Трансляція
Прем'єра у Великій Британії відбулася 17 травня 2015 року. 13 червня 2015 року телесеріал дебютував у США на телеканалі BBC America, 3 липня 2015 року у Канаді на телеканалах The Movie Network та Movie Central, 6 серпня 2016 року в Австралії на телеканалі BBC First.

## Критика
«Джонатан Стрейндж та містер Норрелл» був позитивно сприйнятий критиками. Його загальний рейтинг «свіжості» на сайті Rotten Tomatoes дорівнює 90 %, а рейтинг критиків на сайті Metacritic — 71/100. Був обраний Британським інститутом кінематографії для зберігання у національному архіві, бо був відзначений серед десяти найбільш важливих телевізійних програм 2015 року. Також був номінований у чотирьох категоріях премії BAFTA та у семи категоріях премії Королівського телевізійного товариства Йоркширу.
Еван Фергюсон з британської газети The Observer описав серіал як «Гаррі Поттер для дорослих», але «більш звивистий та більш захоплюючий» та провів паралель з п'єсою Пітера Шеффера «Амадей»: «Він йде у неділю ввечері, у період, який останнім часом зарезервований для „Полдарк“. І він у 10 разів кращий.».
Нік Гортон був ще більше захоплений у своєму огляді для «Den of Geek»:
|  | Якими є найкращі британські драми останніх років? Ось деякі з них. «Вовчий зал", «Утопія», «Гострі козирки», «Бродчорч», «Щаслива долина», «Лютер», «Доктор Хто» та «У плоті». Це було сказано дуже часто, але залишається правдою: ми справді живемо у золотий вік британської драми. Але зараз вам треба знайти місце для нового фаворита. Я не думаю, що буде перебільшенням сказати, що «Джонатан Стрейндж та містер Норрелл» — нова найкраща драма, що виходила на екрани цього десятиріччя. Фактично, якщо судити по перших двох серіях, то вона може стати однією з найкращих цього століття.Оригінальний текст (англ.) What are some of the best British dramas of recent years? Here’s just a few. Wolf Hall, Utopia, Peaky Blinders, Broadchurch, Happy Valley, Luther, Doctor Who and In The Flesh. It's been said to death but remains the case: we truly are in a golden age of original British drama. But now you might just have to make room for a new favourite. I don’t think it’s hyperbolic to say that Jonathan Strange & Mr Norrell is the finest new drama that’s been on our screens this decade. In fact, if the first two episodes are anything to go by, it could go down as one of the best this century. |

Луїза Меллор додала, що «Джонатан Стрейндж та містер Норрелл» «має рідкісну силу поглинати», що робить цей серіал:
|  | ...ідеальним, щоб проковтнути за один раз. Дивлячись одна за одною, його глави перетворюються в одну дивовижну неперервну історію. Це казка на ніч з величезним простором; один перенесе вас з Йоркширу до Лондона до бельгійського поля битви до Венеції, інший — до королівства фей та далі.Оригінальний текст (англ.) ...ideal for swallowing in a single gulp. Watched back-to-back, its chapters coalesce into one marvellous, unbroken tale. It’s a bedtime story with tremendous scope; one that will transport you from Yorkshire to London to a Belgian battlefield to Venice, the other realm of Faerie and beyond. |

Девід Віганд з газети San Francisco Chronicle написав, що глядачі будуть «зачаровані» серіалом, назвав спецефекти «витончено виконаними» і відзначив, що «кожна гра переможна, від мишиного Норрелла у виконанні Марсана, поривчастого Джонатана у виконанні Карвела, до божеволіючої та саморуйнівної леді Поул у виконанні Енглерт.»
Емілі Ешер-Перрін взагалі похвалила серіал в онлайн-журналі Tor.com, але додала, що «закінчення цього серіалу було різким та незадовільним на мій смак».
Майк Хейл з The New York Times назвав його «значною мірою непримітним мінісеріалом», додавши:
|  | Це не для того, щоб принизити цей виріб BBC ... але для того, щоб попередити тих, хто насолоджувався книгою-бестселлером, щоб вони стримали свої очікування. ... «Джонатан Стрейндж та містер Норрелл» чудово дивитися. Він рухається галопом і він не нудний, навіть якщо він і не дуже захоплюючий. Найголовніше, він має чудові виконання Берті Карвела у ролі Стрейнджа та особливо Едді Марсана у ролі дратівливого та гордого Норрелла. У цьому відношенні мінісеріал можна вважати удосконаленням книги, де образи двох чарівників були трохи абстрактними та тихими.Оригінальний текст (англ.) That’s not to put down this BBC production ... but to warn those who enjoyed the best-selling book to temper their expectations. ...Jonathan Strange & Mr Norrell is great to look at. It moves along at a gallop, and it’s not boring, even if it’s not exactly engaging either. Most important, it has appealing performances by Bertie Carvel as Strange and particularly by Eddie Marsan as the crabbed and proud Norrell. In this one regard, the mini-series can be considered an improvement on the book, where the characterizations of the two magicians were a bit abstract and airless. |

Джордж Р. Р. Мартін написав у своєму LiveJournal про популярні романи та їх адаптації:
|  | Я бачив виріб BBC «Джонатан Стрейндж та містер Норрелл» до того, як я нарешті мав змогу прочитати роман Сюзанни Кларк. В обох випадках, я закохався в книгу та я закохався в адаптацію. Не має потреби вибирати одну чи іншу. Ви можете віддавати перевагу одній над іншою, але ви все одно можете до чорту насолоджуватися обома.Оригінальний текст (англ.) I saw the BBC production of Jonathan Strange & Mr Norrell before I finally got around to reading Susanna Clarke's novel. In both cases, I loved the book and I loved the adaptation. It does not need to be one or the other. You might prefer one over the other, but you can still enjoy the hell out of both. |